# Стамбульский транзит
«Стамбульский транзит» — украинский художественный фильм 1993 года, снятый режиссёром Григорием Коханом на студии «Ч» (Киностудия имени Александра Довженко).

## Сюжет
Партия наркотиков прибывает в грузовике с коврами из Стамбула на Украину. Сотрудники Интерпола пытаются раскрыть преступный бизнес, но информация утекает. Вскоре выясняется, что кто-то из милиции втянут в наркобизнес.

Попытки как-то приспособиться к американской модели заметны преимущественно в фильмах о преступности, иногда окрашенных мистицизмом. Но для них единственный выход — голубой экран новых альтернативных телеканалов, через которые пустуют кинозалы во время вечерних сеансов. Шпионы, одесская и крымская мафии, насилие, злоупотребление должностями, наркотики, бандитизм заполоняют картины «Стамбульский транзит» Григория Кохана, «Тарганские гонки» Романа Гая, «Мужская компания» Андрея Ростоцкого, «Золото партии» Анатолия Иванова, «Сама» Игоря Максимчука, «Заложники страха» Александра Визира (по мотивам романа Жоржа Сименона «Жёлтый пёс»), «Способ убийства» Олега Гойды, «Запах весны» Виктора Ноздрюхина-Заболотного.
Оригинальный текст (укр.)Намагання якось пристосуватися до американської моделі є помітним переважно у фільмах про злочинність, іноді забарвлених містицизмом. Але для них єдиний вихід — голубий екран нових альтернативних телеканалів, через які порожніють кінозали під час вечерніх сеансів. Шпигуни, одеська і кримська мафії, насильство, зловживання посадами, наркотики, бандитизм заполоняють картини «Стамбульський транзит» Григорія Кохана, «Тарганячі перегони» Романа Гая, «Чоловіча компанія» Андрєя Ростоцького, «Золото партії» Анатолія Іванова, «Сама» Ігора Максимчука, «Заручники страху» Олександра Візира (за мотивами роману Жоржа Сіменона «Жовтий пес»), «Засіб вбивства» Олега Гойди, «Запах весни» Віктора Ноздрюхіна-Заболотного.
— Госейко Л. Історія українського кінематографа. — Киев: KINO-КОЛО, 2005. — С. 403—404. — 464 с. — ISBN 966-8864-00-X.

## В ролях
- Любовь Полищук — Ольга Борисовна
- Анатолий Кузнецов — Николай Евгеньевич
- Анатолий Котенёв — Виктор Звягин, капитан милиции
- Степан Олексенко — Владимир Николаевич Петровский
- Анатолий Лукьяненко — Сотниченко
- Виталий Борисюк — Толя Мищенко
- Юрий Мажуга — Шавкута
- Валерий Наконечный — Шалыгин
- Александр Быструшкин — представитель Интерпола
- Екатерина Крупенникова — девка
- Георгий Мельский — Миша
- Александр Милютин — Гена

## Съёмочная группа
- Режиссёр: Григорий Кохан
- Сценаристы: Николай Оганесов, Григорий Кохан
- Оператор: Александр Чёрный
- Художники: Геннадий Махонин, Вячеслав Ершов
- Звукорежиссёр: Галина Калашникова
- Композитор: Анатолий Алексанян

## Критика
Журнал «Вестник» в 2000 году писал:

Режиссёр Григорий Кохан поднаторел на криминальных фильмах, ставя, в частности, картины о знатоках, которые «ведут следствие». Вот почему и эта лента сделана вполне квалифицированно. Точно играют актёры, логично развивается сюжет. Чего же боле? Но дело в том, что подобные фильмы могут претендовать на высокую оценку, если они построены на оригинальной основе. К сожалению, здесь детективная история не нова, и поведение персонажей можно предсказать заранее. И всё же смотреть можно.
— журнал «Вестник», 2000 год